# Авл Корнелій Пальма Фронтоніан
Авл Корнелій Пальма Фронтоніан (Aulus Cornelius Palma Frontonianus; ? — 117) — державний та військовий діяч Римської імперії, дворазовий ординарний консул 99 та 109 років.

## Життєпис
Про місце та дату народження немає відомостей. Також бракує даних щодо його соціального стану. Ймовірно замолоду присвятив себе військовій кар'єрі, був товаришем Ульпія Траяна, майбутнього імператора. У 99 році став ординарним консулом разом з  Квінтом Сосієм Сенеціоном.
У 99—102 роках був імператорським легатом—пропретором у провінції Ближня Іспанія. У 104–108 роках як проконсул керував провінцією Сирія. У 105–106 роках розбив війська Раббела II й підкорив Набатейське царство, за що отримав тріумф та бронзову статую на Форумі Августа. Був призначений імператорським легатом-пропретором нової провінції Кам'яниста Аравія.
У 109 році вдруге став консулом, цього разу разом з Публієм Кальвізієм Туллом Рузоном. До кінця життя імператора Траяна здобув значний вплив. Тому після смерті останнього у 118 році Адріан запідозрив Авла Корнелія та ще трьох сенаторів у намаганні захопити владу. У зв'язку з цим влаштував рішення сенату, за яким Фронтоніана було засуджено й страчено.